# Francesco De Robbio
Francesco De Robbio detto Ciccio (Torre Annunziata, 11 novembre 1926 – Salerno, 20 ottobre 2009) è stato un arbitro di calcio e dirigente sportivo italiano.

## Carriera

### Arbitro
Appartenente alla sezione AIA di Torre Annunziata, De Robbio esordì in Serie B il 7 aprile 1956 all'età di 29 anni, arbitrando la gara Legnano-Marzotto 1-0, mentre l'esordio in A avvenne in Milan-Alessandria 5-1 del 19 ottobre 1958, anno in cui si aggiudicò il Premio Florindo Longagnani quale miglior arbitro esordiente. Risultò per oltre un decennio tra i migliori fischietti della massima serie, in un novero di nomi comprendente Lo Bello, Di Tonno, Campanati, Jonni e Sbardella. 
È ricordato anche come l'arbitro della monetina, perché durante Inter-Cagliari del 1968, il calciatore dei sardi Miguel Ángel Longo, fu colpito al volto da una monetina lanciata dagli spalti, fatto che decretò per l'Inter la sconfitta a tavolino per 0-2. 
De Robbio è legato ai sardi anche per aver diretto la sua ultima gara di A: Cagliari-Bari 2-0 del 12 aprile 1970, che sancì lo scudetto degli isolani. L'ultima gara arbitrata fu Atalanta-Como 1-0 del 31 maggio 1970.
Nel corso della sua carriera ha diretto 107 gare in Serie A e 139 gare in Serie B. Ha diretto inoltre gare della massima serie del campionato greco e numerose partite in tornei internazionali, insieme ad altri arbitri italiani, tra cui la semifinale della Coppa dei Campioni Benfica-Manchester Utd (terna arbitrale: Lo Bello, Sbardella, De Robbio).

### Dirigente sportivo
Lasciata l'attività agonistica, fu designatore arbitrale per la CASP di Firenze e commissario speciale per la CAN. Successivamente e fino al 1995, anno che segnò il suo definitivo ritiro dall'attività per motivi di salute, ricoprì altri importanti incarichi per conto dell'AIA. Nel 1968 fu dirigente sportivo per il Savoia di Torre Annunziata.